# کیسلو
| حنوکا، جشنواره نور، ۲۵ کیسلو آغاز می‌گردد. |                       |
| شماره ماه:                                | ۹                     |
| شمار روزها:                               | ۳۰ روز (گاهی ۲۹ روزه) |
| فصل:                                      | پاییز                 |
| گاه‌شماری میلادی:                          | نوامبر–دسامبر         |

کیسلو (به عبری: כִּסְלֵו) سومین ماه مدنی و نهمین ماه مذهبی در تقویم عبری است. کیسلو ماهی پاییزی و ۳۰ روزه (گاهی ۲۹ روزه) است.